# Як гартувалася сталь
«Як гартувалася сталь» — частково автобіографічний роман радянського письменника Миколи Островського, написаний у період з 1930 по 1934 роки. Книга відноситься за стилістикою до жанру соціалістичного реалізму. У квітні 1932 року радянський журнал «Молода гвардія» розпочав публікацію роману. У листопаді того ж року перша частина вийшла окремою книгою, в 1934 році вийшла друга частина. У 1935 і 1936 обидві частини роману видано однією книгою.
Головний герой роману бездоганна, ідеально комуністична особистість. У романі відображені події епохи громадянської війни в Росії, громадянської війни в Україні, німецької окупації Харкова та інтервенції Антанти, радянсько-польської війни, дискусії серед молоді про НЕП, «ліву опозицію», про Ленінський заклик до партії та комсомолу, про участь комсомолу в «робітничій опозиції», троцькізмі, відновленні народного господарства та соціалістичному будівництві у перші роки радянської влади.
Роман набув величезної популярності й став найвидаванішою книжкою російською мовою за 1918—1986 роки: загальний тираж 536 видань становив понад 36,4 млн екземплярів.
Опублікований текст роману суттєво відрізняється від авторського рукопису.

## Сюжет
Найдорожче у людини - це життя. Воно дається їй один раз, і прожити його треба так, щоб не було нестерпно боляче за безцільно прожиті роки, щоб не палила ганьба за підленьке і дріб'язкове минуле, щоб, вмираючи, змогла сказати: все життя і всі сили були віддані найпрекраснішому у світі - боротьбі за визволення людства. І треба поспішати жити.
Роман розповідає про життя Павла Корчагіна. Спочатку це безпросвітне розміряне життя напівжебрака, якого підхоплює вир подій 1917 року та робить учасником громадянської війни в Росії на боці Червоної армії. Корчагін отримує тяжке поранення і частково втрачає зір, але поступово загоює рани, змінює своє ставлення до світу і таким чином міцнішає, як сталь при гартуванні. Помітним розділом роману є будівництво вузькоколійної залізниці задля постачання дров до Києва. Зрештою Павло отримує ще більше поранень — остаточно втрачає зір, ноги та руку — і їде доживати свої дні в Крим. Корчагін почав писати автобіографічну книгу «Народжені бурею» про те, як колись воював в армії Котовського. Перші глави рукопису, надіслані для рецензії, загубили на пошті. Довелося переписувати. Роман закінчується сповіщенням, що рукопис прийнято до публікації. Таким чином книга виглядає самовтіленням.

## Історія

### Написання роману
Микола Островський писав своєму другові Петру Миколайовичу Новикову: «Я намагався писати замальовки з громадянської війни, з комсомольського життя, описував цікаві події, типи. Якось на початку 1920-х років. довелося побувати на зустрічі письменника Сергія Мстиславського із молоддю Києва. Мстиславський закликав учасників зустрічі описувати героїку громадянської війни та трудових буднів. „Ось це, думаю, потрапив у саму точку! Дай-но, думаю, покажу свої твори! І після зустрічі попросив Мстиславського переглянути мої записи. Він загалом їх схвалив, але зробив ряд суттєвих зауважень з мови та манері письма, порадив навчатися. Але тоді було не до навчання“»
Згадуючи неодноразово пораду Сергія Мстиславського вчитися писати, отримавши повторно у 1925 році інвалідну пенсію, Островський повністю віддався літературному навчанню. Восени 1927 року він повідомляв Петру Новікову у листі, що збирається писати «історично-лірично-героїчну повість» про бойові справи конармійської бригади. У лютому Островський вступив до Заочного комуністичного університету при Комуністичному університеті імені Я. М. Свердлова, відділення історії Заходу та Америки, і підтвердив Новікову, що робота над повістю рухається. Зустрівшись з Новиковим влітку 1928 року, Островський повідомив йому, що повість була закінчена і надіслана до Одеси колишнім «котовцям» на відгуки. Проте за кілька років з'ясувалось, що рукопис з Одеси назад так і не повернувся. Островський сумував за загиблим рукописом.
Наприкінці 1930 року важко хворий і вже практично сліпий Микола Островський почав писати роман «Як гартувалася сталь». Спочатку писав від руки, проте через хворобу рядок заходив на рядок, розбирати написане було важко, темпи написання не задовольняли письменника. Якось він попросив асистентку взяти картонну папку і прорізати в ній смуги рядкового розміру — зробити транспарант. Спочатку не дуже виходило, але техніка користуванням транспарантом удосконалювалась з кожним днем. Працював автор ночами в тиші, виписану сторінку нумерував і скидав на підлогу. Через якийсь час рука почала хворіти й відмовила. З цього моменту роман почали писати під диктування. У процесі написання виникли труднощі з папером, які важко вдалося вирішити. Весь 1931 рік йшла напружена робота над першою частиною роману: до травня були написані перші п'ять розділів, до 25 жовтня були закінчені всі дев'ять розділів першої частини. У квітні 1932 року письменник отримав замовлення від видавництва на другу частину роману. Через різке погіршення здоров'я Островський переїхав в Сочі, де продовжив роботу над твором. Друга частина роману повністю диктувалась і була закінчена до середини 1932 року. Після видання Островський писав: «Книжку видано, значить визнано! Значить, є для чого жити!».
Надісланий до журналу «Молода гвардія» рукопис отримав розгромну рецензію: «виведені типи нереальні». Проте Островський домігся вторинного рецензування, щодо якого вже було розпорядження партійних органів. Після цього рукопис активно редагували заступник головного редактора «Молодої гвардії» Марк Колосов та відповідальний редактор, письменниця Анна Караваєва. Островський визнавав велику участь Караваєвої у роботі з текстом роману; також він відзначав участь Олександра Серафимовича, який, як висловився автор, віддавав йому цілі дні свого відпочинку.
У Російському державному архіві літератури та мистецтва є фотокопії рукопису роману, на яких почерки 19 людей. Офіційно вважається, що автор диктував текст книги «добровільним секретарям». У своїх листах Островський докладно розповідає про свою роботу над романом, є спогади сучасників — свідків роботи письменника над книгою. Текстологічні дослідження підтверджують авторство Островського.
Історик та краєзнавець Андрій Ковальов у своїй книжці «Як гартувалася державність» спираючись на дослідження рукописів стверджує, що роман «Як гартувалася сталь» писав не Островський, а команда радянських авторів, зокрема, Марк Колосов, Олександр Серафимович, Анна Караваєва, що участь Островського у створенні роману була дуже обмеженою. Також дослідник відмічає ряд невідповідностей між описами роману і історичними відомостями про місто Боярку (відсутність будівництва вузкоколійки, піщаний ґрунт, а не описаний в романі кам'янистий).

### Перші публікації
У квітні 1932 року журнал «Молода гвардія» почав публікувати роман Островського. Роман відразу здобув шалену популярність. У листопаді того ж року перша частина роману вийшла окремою книгою. В 1934 році друком вийшла друга частина.
Журналіст та громадський діяч Михайло Кольцов опублікував у газеті «Правда» нарис «Мужність» про Миколу Островського. Це додало роману не тільки пізнаваності, але і додатково героїзувало автора та головного персонажа. Офіційна біографія Островського максимально наблизилась до героя його роману Павла Корчагіна та віддалилась від його власної автобіографії, згідно з якою він не воював і не був поранений, а отримав параліч та сліпоту як ускладнення після кількох тяжких захворювань тифом.
Островського нагородили орденом Леніна. Уряд України побудував для нього в Сочі новий будинок на вулиці його імені (зараз там літературно-меморіальний музей М. А. Островського). Письменнику дали квартиру в Москві на вулиці Тверській (тоді вулиці Горького). Це було визнання його як класика радянської літератури.
У 1936 році Наркомат оборони надає йому почесне звання бригадного комісара. Шиється спеціальна форма, в якій Островський фотографується практично завжди. Щоб відвідати його, делегації вишиковуються в чергу.

## Зміни у тексті роману при виході нових видань
Роман був виданий у період переходу від НЕПу до державної економіки, під час якого в СРСР відбулася зміна ідеології, було завершено розгром троцькізму та його прихильників. Текст прижиттєвих видань роману під час підготовки до друку багаторазово редагувався з причин самоцензури автора, а також під прямим і непрямим тиском редакторів, зокрема і без схвалення автора. В результаті тексти роману суттєво відрізняються між собою у вихідному рукописі автора, у першому журнальному виданні, у першому повному виданні українською мовою (1934), у першому виданні польською мовою (1934). У журнальній версії Островський описав напружену атмосферу в домі Павла, його страждання коли він став інвалідом, погіршення стосунків з дружиною та їхнє розставання. Все це зникло в публікації 1936 року та в наступних виданнях роману.
Суттєво відрізняється від рукопису і так зване «Перше повне видання, надруковане за текстом рукопису» 1935 року, де Островський зумів наполягти та відновити найважливіші для нього фрагменти тексту, що були раніше відкинуті редакторами.

У 1937 році, до 20-ї річниці Жовтня, в СРСР вийшло 36-е видання роману. Книга була перекладена іноземними мовами і у 1937 році вийшла друком в більшості західноєвропейських країн. В 1935 році Островський і Мойсей Зац за романом створили лібрето і сценарій, що вийшли у видавництві «Мистецтво» під назвою «Як гартувалася сталь. Літ. сценарій». Тоді ж почалися численні театральні постановки. Серед інших, свій варіант інсценування запропонував В. Е. Мейєрхольд, але прем'єри в його театрі не відбулося.
У цей час розпочався Великий терор з масовими арештами, серед яких були деякі згадані у книзі та пов'язані з нею особи — І. А. Мусульбас, А. І. Пузиревський та інші. Після 1938 року в бібліотечних примірниках було видалено введення «Замість передмови» Г. І. Петровського, в якому серед «славних полководців» згадувався розстріляний на той час як «ворог народу» комкор В. М. Примаков. З оригінальною передмовою Петровського роман був перевиданий вже в 1969 році.
Михайло Кольцов, завдяки якому вся країна дізналася про сам факт існування паралізованого молодого письменника та його книгу, був арештований як «ворог народу».
Переклад роману японською мовою було виконано в 1936 році японським театральним режисером Рьокічі Сугімото, який пізніше, в 1938 році, разом зі своєю дружиною Йосіко Окада втік з Японії до СРСР, де у жовтні 1939 року був розстріляний як іноземний шпигун.
Український переклад 1934 ще до початку війни попав у спецхран через посвяту опальному Пленуму ЦК ЛКСМУ. Після Великої Вітчизняної війни це видання взагалі було вилучено з бібліотек, оскільки його перекладач українською мовою, Олексій Варавва, під час війни працював у газеті «Нова Україна» (1941—1944) та емігрував до Західної Європи.
Проте у 1937—1941 роках роман постійно перевидавався та перекладався мовами народів СРСР (комі, марійська, чеченська, південно-алтайська). Під час війни кількість перевидань зменшилась, але вони все одно відбувались навіть у блокадному Ленінграді та зразу після зняття блокади було видання для старших класів та юнацтва. Особливо велика кількість перевидань була в перше повоєнне десятиліття.
Вперше дослідження та публікації фрагментів рукопису роману, які не увійшли з цензурних, редакторських та авторських міркувань до будь-яких видань, з'явилися лише у 1960-ті та 1970-ті роки.
У перевиданні тритомника зібрання творів Миколи Островського, що вийшов у 1989 та 2004 роках, дослідником, біографом та літературознавцем Є. М. Бузні вперше були наведені у примітках найбільш значні видалені фрагменти тексту та глави роману з оригіналів ранніх рукописів.
Загалом, як зазначає низка дослідників, з відомого «канонічного» тексту роману було прибрано вкрай важливі для сучасного розуміння психології молоді тих років епізоди участі Павла Корчагіна в «Робітничій опозиції», згадки дискусії про профспілки, прибрані епізоди з Левом Троцьким в армії та на фронті, бурхливими дискусіями тих років з троцькістами та опозиціонерами, що призвели до розколу в робочому, молодіжному безпартійному, партійному та комсомольському середовищі, сюжетні лінії про фальшиве студентство «пристосуванців» за часів НЕПу, про агресивне побутове міщанство. Були суттєво змінено або скориговано любовну сюжетну лінію головного героя, яка у початковій журнальній публікації, першому українському виданні та рукописі відобразила деякі особисті факти краху сімейних відносин Миколи Островського.

## Екранізація
Роман неодноразово екранізувався в СРСР. Перша спроба екранізації відбулася у 1935 році за кіносценарієм, спільно написаним з режисером Мойсеєм Зацем. Островський залишився незадоволений пробними матеріалами, і кінострічка не була закінчена.
У 1942 році — під час німецько-радянської війни — вийшов фільм «Як гартувалася сталь» режисера Марка Донського. Головний герой роману Павло Корчагін мав надихнути на подвиги радянських людей, які вели боротьбу з нацистськими загарбниками. Його образ втілив актор Віктор Періст-Петренко, який після закінчення зйомок фільму пішов на фронт.
У 1957 році вийшла спільна режисерська робота Володимира Наумова та Олександра Алова «Павло Корчагін», в якій головного героя зіграв Василь Лановий.
1973 року режисером Миколою Мащенком було створено шестисерійний телефільм «Як гартувалася сталь», де образ Корчагіна втілив Володимир Конкін. Фільм отримав дві премії Ленінського комсомолу. Корчагін у виконанні Конкіна відрізнявся від колишніх екранізацій більшим ліризмом, романтичністю та інтелігентністю. У 1975 році під тією ж назвою вийшла скорочена кіноверсія цього фільму.
1999 року китайські кінематографісти державної телерадіокомпанії CCTV зняли в Україні 20-серійний телесеріал «Як гартувалася сталь», в якому взяли участь українські актори. У ролі Корчагіна знявся Андрій Самінін. У 2000 році робота була добре сприйнята в Китаї — премія China TV Golden Eagle та нагорода «Flying Award» за найкращу довгу китайську телевізійну драму.

## Оцінки

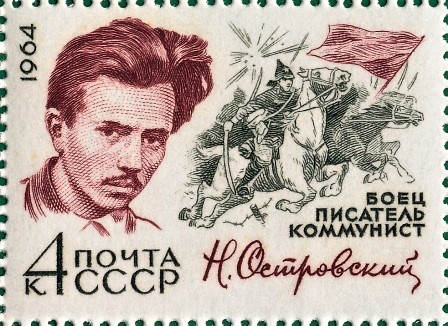
Марка 1964 року із зображенням Островського та ілюстрацією до «Як гартувалася сталь».

За словами голови Всекитайського комітету Народної політичної консультативної ради Китаю Лі Жуйхуаня, роман та його герой Павло Корчагін мають велику популярність в Китаї. У 2007 головний редактор китайського журналу «Література і мистецтво Росії» Ся Чжунсянь зазначила, що в Китаї роман не втратив свого значення і на початку XXI століття.
Згідно з довідником «Москва. Іменні вулиці міста», випущеному у 2010 році, на честь Павла Корчагіна була названа вулиця в Москві — єдина в місті, що отримала ім'я літературного героя.
Доктор філософських наук Петро Кралюк вважає, що Островський ставився до незалежної української держави упереджено. Зокрема у романі «Як гартувалася сталь» описується жахливий погром євреїв петлюрівцями, аби створити негативний образ борців за незалежність України.

## Переклади українською
- Микола Островський (1934). Як гартувалася сталь. Переклад з російської: Олексій Варавва; малюнки: Глухов М. Харків: Молодий більшовик. 385 стор.
  - (передрук) Микола Островський (1935). Як гартувалася сталь. Переклад з російської: Олексій Варавва; малюнки: Зіновій Толкачов. Одеса: Молодий більшовик. 546с стор. (2-ге вид.)
  - передрук) Микола Островський (1935). Як гартувалася сталь. Переклад з російської: Олексій Варавва; малюнки: Зіновій Толкачов. Київ-Одеса: Молодий більшовик. (3-тє вид.)
  - (передрук) Микола Островський (1937). Як гартувалася сталь. Народжені бурею. Переклад з російської: Олексій Варавва; малюнки: Абрам Рєзниченко. Київ-Одеса: Молодий більшовик. 534 стор. (4-тє вид.)
  - (передрук) Микола Островський (1949). Як гартувалася сталь. Народжені бурею. Промови, статті, листи. Переклад з російської: ?. Київ: Молодь. 605 стор.
- Нікалай Островський (1937). Як гартувалася сталь. Переклад з великоросійського: Дмитро Вислоцький[32][33]. Ню-Йорк: Ізданіє Лемко-Союза в США. 383 стор.[34]
- Микола Островський (1964). Як гартувалася сталь. Переклад з російської: Віктор Петровський. Київ: Молодь. 476 стор.
  - (передрук) Микола Островський (1967). Як гартувалася сталь. Народжені бурею. Переклад з російської: Віктор Петровський; малюнки: Абрам Рєзниченко. Київ: Молодь. 707 стор.
  - (передрук) Микола Островський (1971). Як гартувалася сталь. Переклад з російської: Віктор Петровський. Київ: Молодь. 373 стор.
  - (передрук) Микола Островський (1974). Як гартувалася сталь. Переклад з російської: Віктор Петровський. Київ: Дніпро. 312 стор.
  - (передрук) Микола Островський (1980). Як гартувалася сталь. Переклад з російської: Віктор Петровський. Львів: Каменяр. 335 стор.
  - (передрук) Микола Островський (1982). Як гартувалася сталь. Переклад з російської: Віктор Петровський. Київ: Молодь. 360 стор.